# Masivul Chartreuse
Masivul Chartreuse este un masiv muntos din Prealpi, situat în mare parte în departamentul francez Isère și, de asemenea, în departamentul Savoie, constituind o regiune naturală. El atinge altitudinea maximă de 2.082 de metri în vârful Chamechaude. Masivul este alcătuit în principal din roci calcaroase dispuse în succesiuni de anticlinale și sinclinale, care formează creste lungi orientate de la nord la sud. Depresiunile, în fundul cărora curg râul Guiers și afluenții săi, sunt separate de trecători. Masivul, supus unui climat oceanic montan, înregistrează precipitații relativ importante, însă apa este puțin prezentă la suprafață; ea se scurge rapid prin rețelele carstice săpate în calcar.
Masivul a fost influențat de-a lungul istoriei sale de prezența, începând cu secolul al XI-lea, a ordinului călugărilor cartusieni, care au fondat mănăstirea Grande Chartreuse și au contribuit la modelarea peisajului prin dezvoltarea unei economii bazate pe creșterea animalelor, începuturile unei industrii și căi de comunicație. Deschiderea masivului prin construirea de drumuri i-a adus, în secolul al XX-lea, un avânt economic: agricultura s-a specializat, iar silvicultura și turismul s-au dezvoltat.
În timpul sezonului hibernal, stratul de zăpadă permite funcționarea unor mici stațiuni de schi. În timpul sezonului estival, principala activitate în aer liber este drumeția. Versanții oferă de asemenea posibilitatea practicării escaladei, în timp ce numeroasele cavități atrag speologii. Masivul este, totodată, o bază importantă pentru zborul liber.
Crearea parcului natural regional Chartreuse a permis dinamizarea turismului și valorificarea patrimoniului cultural, protejând în același timp mediul înconjurător printr-o gestiune adecvată a teritoriului. Parcul este completat de rezervația naturală națională Hauts de Chartreuse, cu scopul de a conserva biodiversitatea. Mediul natural este alcătuit din păduri de foioase și conifere, pajiști, stâncării și rare zone umede la periferia masivului, care adăpostesc numeroase specii protejate.

## Toponimie
Numele Chartreuse provine, cel mai probabil, din denumirea localității Saint-Pierre-de-Chartreuse din Evul Mediu: Calma Trossa, adică „pajiștea curățată”, însemnând o pajiște arată sau defrișată, în francoprovensală. Ulterior, această denumire a evoluat în Charme Trousse, apoi Chartrousse sau Chatrousse, forme care se regăsesc încă în secolul al XVI-lea. Această evoluție este similară cu cea a două vârfuri din masiv: Chamechaude, adică „pajiștea lipsită de vegetație”, și Charmant Som, „vârful pajiștii mici”, unde termenul chalme desemnează o pajiște alpină sau un fâneață. Astfel, când Sfântul Bruno⁠(d) și cei șase însoțitori ai săi s-au stabilit în această regiune, în iunie 1084, au preluat numele satului vecin și l-au latinizat în Cartousia (secolul al XI-lea), devenit Cartuseria (secolul al XIII-lea), apoi Cartusia; călugării au fost numiți Cartusieni.
O altă ipoteză, mai veche, susține că numele ar deriva din catorissium sau caturissium (sau din forme și mai arhaice precum Catourisa din secolul al VII-lea sau Catuserias din secolul al X-lea), loc unde se găseau colibe acoperite cu paie (chaumières). Totuși, această ipoteză a fost și ea asociată etimologic cu poporul celtic al Caturigilor, al cărui nume ar proveni din catu, „luptă”, și riges, pluralul lui rix, „rege”; această interpretare este reluată de Alain Rey în Dictionnaire historique de la langue française. Cu toate acestea, evoluția acestui nume în forma Chatrousse nu se conformează modelelor fonetice obișnuite, ceea ce face ca această ipoteză să fie considerată îndoielnică.

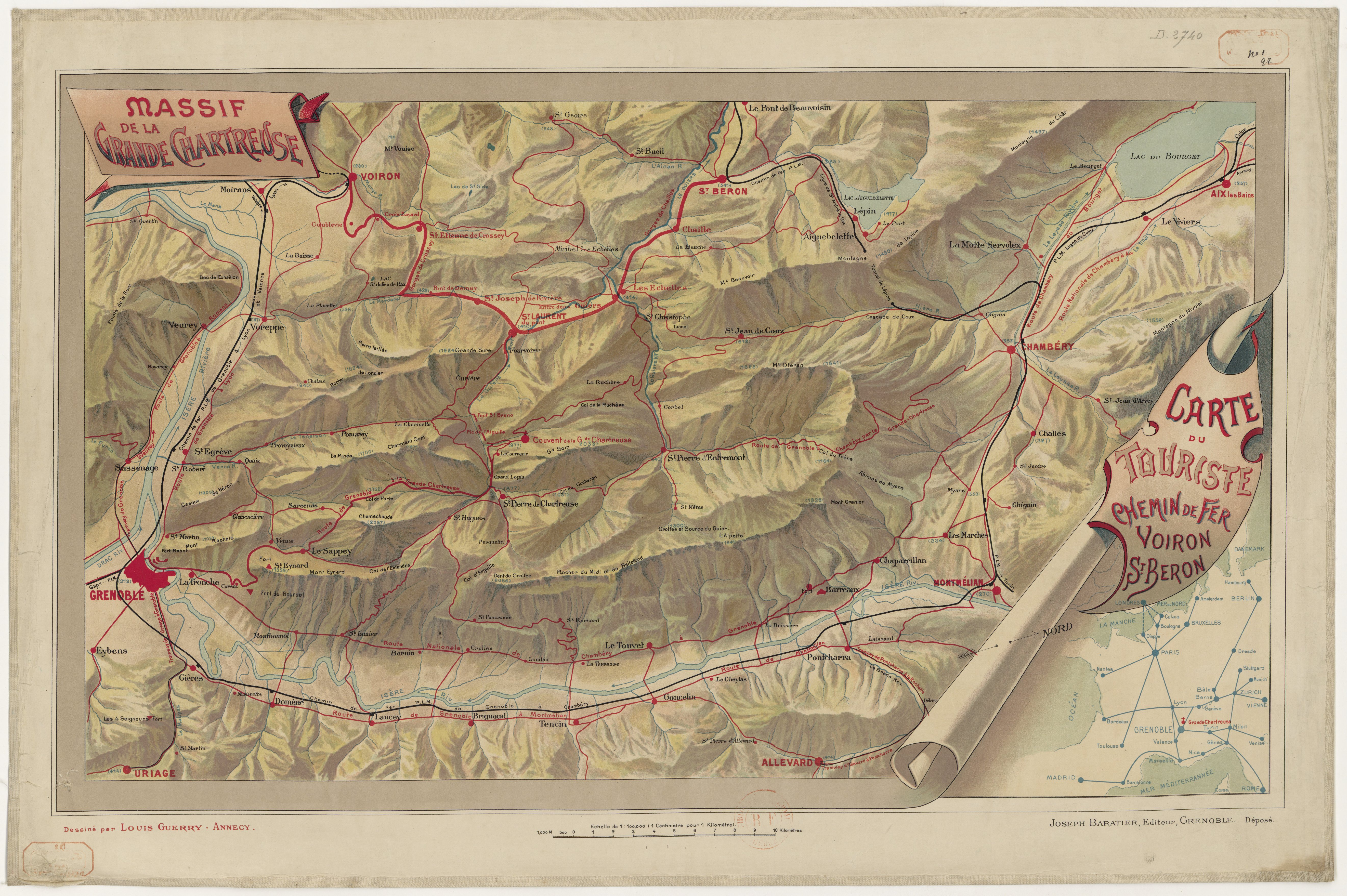
„Harta turistului” a „masivului Grande Chartreuse” pentru calea ferată Voiron–Saint-Béron din anul 1897.

Numele modern al masivului apare pentru prima dată pe o hartă realizată de Oronce Fine în 1525. Gilles Boileau de Bouillon menționează, pe harta sa din 1556, le Grand Chartreux. Utilizarea acestei denumiri era, așadar, bine stabilită în momentul în care geografii Raoul Blanchard și elevul său Jules Blache, la sfârșitul anilor 1920 și începutul anilor 1930, au lucrat asupra Prealpilor francezi; deși au alternat între „masivul Chartreuse” și „masivul Grande Chartreuse”, ei au validat și popularizat această denumire .
Numele masivului în francoprovensală este la Chârtroussa.

## Geografie

### Localizare

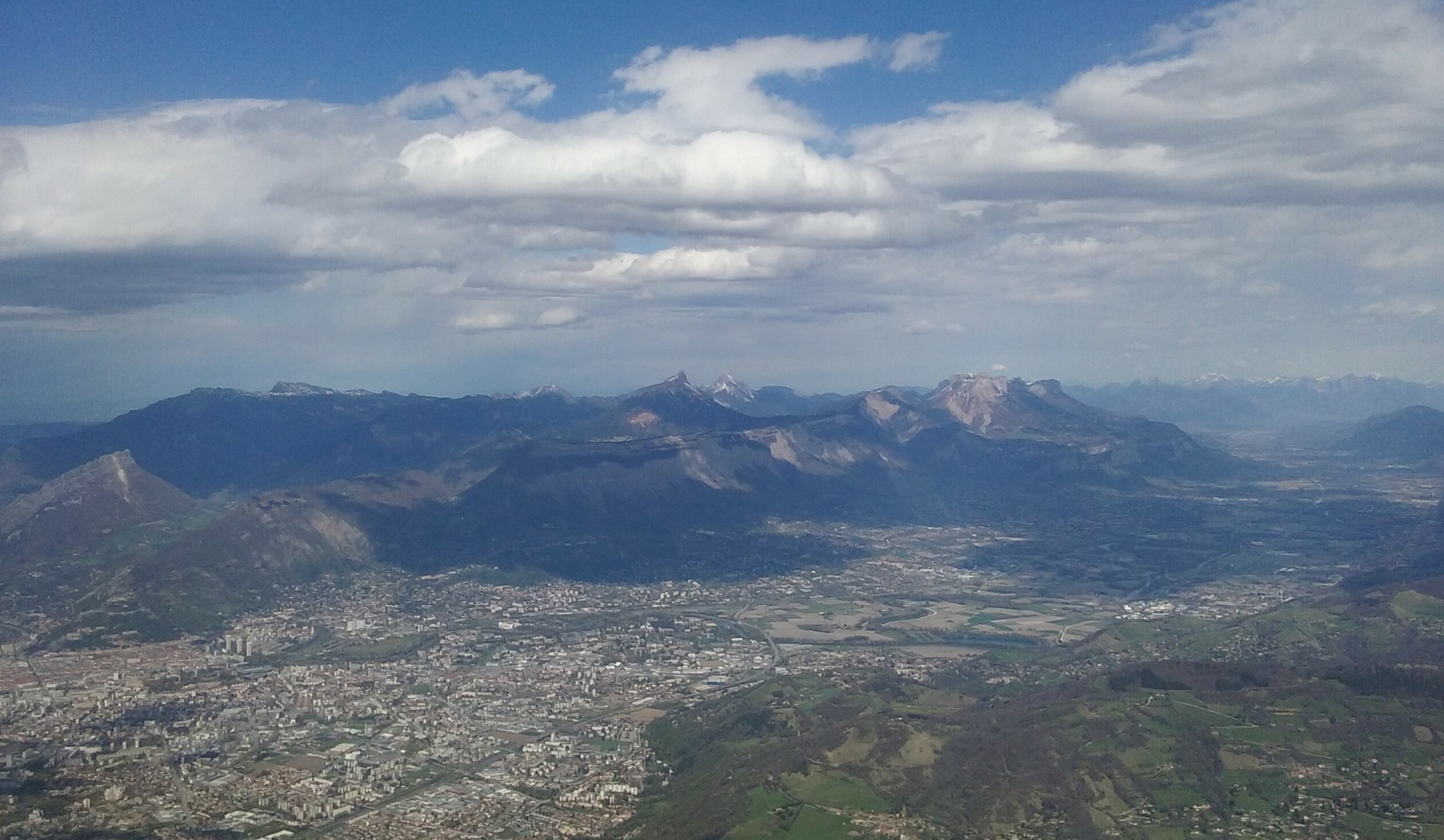
Masivul Chartreuse, văzut din aer, cu valea Grésivaudan în partea dreaptă.

Chartreuse este un masiv din Prealpi, situat în sud-estul Franței, la granița dintre departamentele Isère și Savoie, în regiunea Auvergne-Rhône-Alpes, la aproximativ 80 de kilometri sud-est de Lyon. Masivul se înalță între Grenoble, la sud, Chambéry, la nord, Voiron, la vest, și Saint-Laurent-du-Pont, la nord-vest. Acesta se întinde pe o suprafață de aproximativ 400 km², având o lungime de 42 de kilometri, ceea ce îl face cel mai mic dintre masivele din Prealpii de Nord.
Este înconjurat de Masivul Vercors⁠(d) la sud-vest, de care este separat prin defileul râului Isère, de lanțul (Belledonne⁠(d)) pe fațada sud-estică, în dreptul văii Grésivaudan⁠(d), și de masivul Bauges la nord-est, de care este separat prin trecătoarea Marches. La nord-vest, relieful său se confundă parțial cu cele mai sudice lanțuri ale masivului Jura, și anume lanțul Épine, în zona trecătorii Couz (624 m), și platoul Grand-Ratz, în dreptul trecătorii Placette (587 m); conexiunea se lărgește în regiunile depresionare din jurul localităților Saint-Laurent-du-Pont și Couz (Saint-Jean și Saint-Thibaud), pentru a forma câmpia Guiers.

### Topografie

#### Geomorfologie

Harta topografică a masivului Chartreuse

Masivul Chartreuse este alcătuit, pe direcția longitudinală, din linii de creste aproximativ paralele, orientate de la nord-nord-est către sud-sud-vest. Două depresiuni le separă: șirul celor Trei Trecători (sillon des Trois Cols), format de la nord la sud din trecătoarea Granier (1.133 m), trecătoarea Cucheron (1.139 m) și trecătoarea Porte (1.324 m), la care se adaugă trecătoarea Clémencières (621 m), separă geografic Chartreuse oriental de Chartreuse median; depresiunea Proveysieux, străbătută de trecătoarea Charmette (1.261 m), desparte Chartreuse median de Chartreuse occidental.
Doar axa Chartreusei mediane este străbătută perpendicular, spre vest-nord-vest, de două chei săpate de râurile Guiers Vif (la nord) și Guiers Mort (la sud), două torente izvorâte de pe versantul vestic al Chartreusei orientale. Șirul celor Trei Trecători este format de afluenții acestor două râuri.
Chartreuse oriental constituie o barieră lungă și greu de trecut, exceptând trecătoarea Coq (1.434 m), precum și succesiunea trecătorilor Vence (782 m) și Palaquit (1.154 m), situate la extremitatea sudică a masivului. Această zonă ocupă aproximativ jumătate din suprafața totală a masivului și se sprijină pe contrafortul platoului Petites Roches.
Chartreuse occidentală, care dispare aproape complet la nord de Guiers Mort, reprezintă linia de creste cea mai scurtă.

#### Principalele vârfuri
Vârfurile de mai jos sunt clasificate pe linia crestei de la nord la sud⁠.
| Chartreuse occidental          | Chartreuse median                   | Chartreuse oriental           |
| ------------------------------ | ----------------------------------- | ----------------------------- |
| Grande Sure (1.920 m)          | Petit Som (1.772 m)                 | Lances de Malissard (2.045 m) |
| Rocher de Lorzier (1.838 m)    | Grand Som (2.026 m)                 | Dôme de Bellefont (1.975 m)   |
| Rochers de Chalves (1.845 m)   | Charmant Som (1.867 m)              | Dent de Crolles (2.062 m)     |
| Rocher de l'Église (1.300 m)   | Pinéa (1.771 m)                     | Piton de Bellefont (1.958 m)  |
| Pointe de la Gorgeat (1.486 m) | Néron (1.299 m)                     | Chamechaude (2.082 m)         |
| Mont Joigny (1.556 m)          | Mont Granier (1.933 m)              | Grands Crêts (1.489 m)        |
| Mont Outheran (1.676 m)        | Vârful Pinet (sau Le Truc, 1.867 m) | Mont Saint-Eynard (1.379 m)   |
| La Cochette (1.618 m)          | Le Grand Manti (1.818 m)            | Écoutoux (1.406 m)            |
| Roc de Gleisin (1.434 m)       | La Scia (1.791 m)                   | Mont Rachais (1.049 m)        |
| Roche Veyrand (1.429 m)        |                                     |                               |
| Dent de l'Ours (1.820 m)       |                                     |                               |

#### Principalele trecători din masivul Chartreuse
Trecători rutiere:
- Col de la Charmette
- Col de Clémencières
- Col de la Cluse
- Col du Coq
- Col du Cucheron
- Col du Granier
- Col de Porte
- Col de Palaquit
- Col de Vence
- Col de la Placette

Trecători nemodernizate (nereabilitate pentru circulație rutieră):
- Col de l'Alpe
- Col de l'Alpette
- Col des Ayes
- Col de Charmille
- Col de l'Émeindras
- Col de la Faîta
- Col de Bellefont
- Col de Léchaud
- Col de la Ruchère
- Col de la Sure
- Col de la Grande Vache
- Col de la Petite Vache
- Col du Baure

### Hidrografie

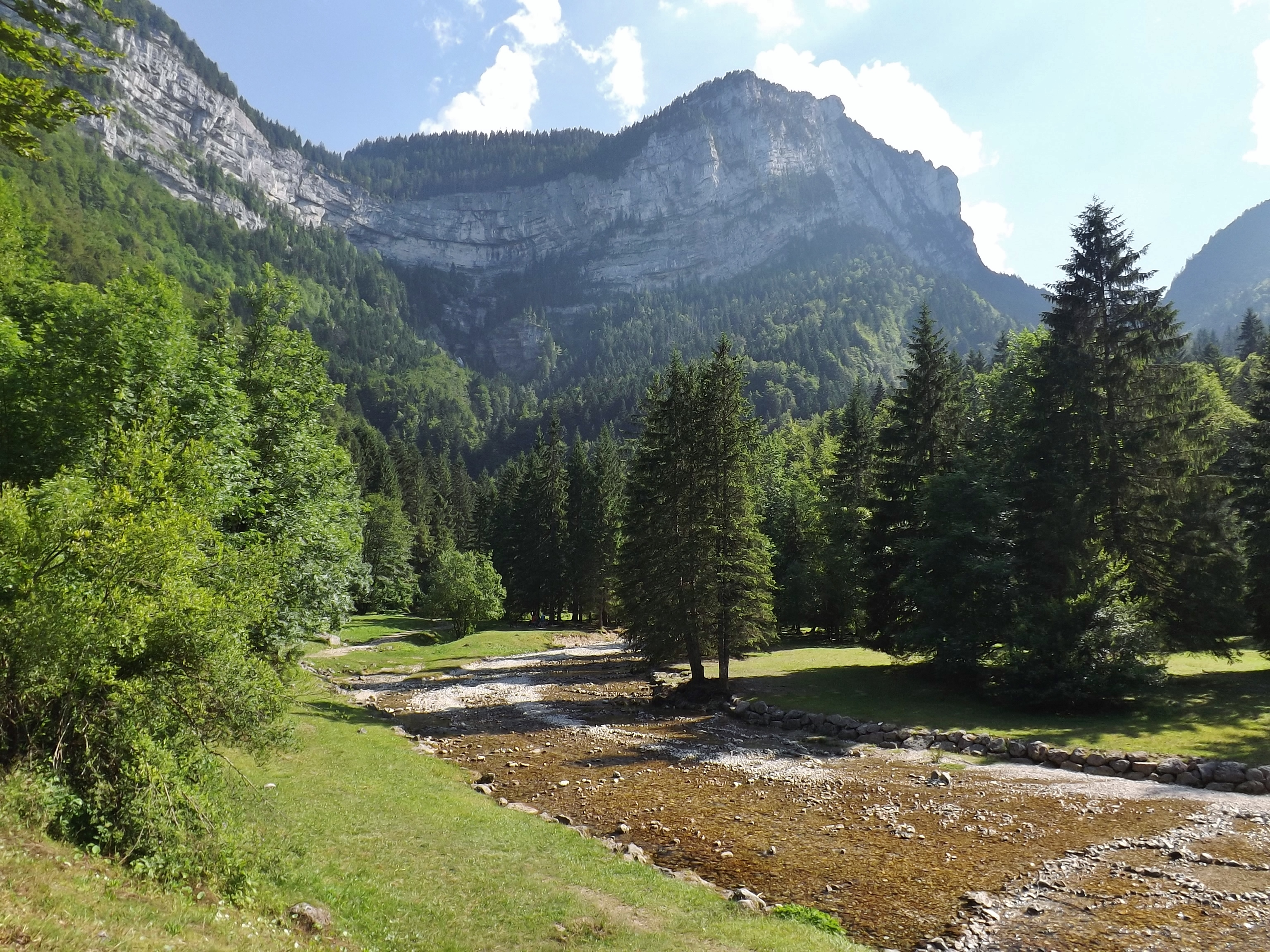
Guiers Vif în aval de circul natural Saint-Même.

Interiorul masivului Chartreuse aparține în întregime bazinului hidrografic al râului Guiers, inclusiv principalul său afluent, Guiers Vif, a cărui confluență se află la Entre-Deux-Guiers, în aval de cheile Échaillon. Guiers este un afluent pe malul stâng al fluviului Ron. În partea nordică a masivului curg râul Hyères și afluenții săi de pe malul drept — Merderet, pârâul Alberges și pârâul Pontet — precum și râul Albanne cu afluenții săi de pe malul stâng — pârâul Bondat, pârâul Merdasson și torentul Favières. Aceste două râuri sunt afluenți ai râului Leysse, care alimentează lacul Bourget⁠(d), parte a bazinului Ronului.
Marginea vestică, sudică și estică a masivului aparține bazinului hidrografic al râului Isère. Aici se disting râul Vence și afluentul său Tenaison, care formează chei, precum și râul Roize, pe versantul estic al defileului Isère. În regiunea Grésivaudan⁠(d), torentele sapă ravene, cea mai cunoscută fiind gorge du Manival, și se varsă direct în Isère.
Datorită rețelei carstice subterane, care este uneori orientată diferit față de rețeaua hidrografică de suprafață, limitele dintre bazinele hidrografice pot fi dificil de stabilit. Printre cele mai mari rețele carstice ale masivului se numără cele de la Alpe, Granier și dent de Crolles.

### Geologie
Rocile care alcătuiesc masivul Chartreuse s-au format prin sedimentare începând cu aproximativ 135 de milioane de ani în urmă, în Cretacicul inferior, pe fundul mării Téthys alpine. Depunerile de origine animală au generat calcare dure, în timp ce rocile detritice, provenite în principal din eroziunea lanțului hercinic, au format marnele, într-o alternanță marcată de variațiile climatice sau de schimbările de adâncime marină. O creștere a temperaturilor, combinată cu prezența unor platouri submarine, a favorizat apariția recifelor de corali, printre care abundau moluștele de tip rudist, ce au stat la originea calcarului urgonian, care constituie partea superioară a masivului. Această faună primitivă a lăsat numeroase fosile.
În Paleogen, marea Téthys a început să se închidă. În urmă cu aproximativ 23 de milioane de ani, la începutul Miocenului, ridicarea masivului alpin a dus la formarea unei foi de șariaj și a deplasat roci sedimentare spre nord-vest, înălțându-le cu aproximativ 2.000 de metri. O eroziune fluvială timpurie a dus, cel mai probabil, la individualizarea masivului, prin formarea primitivă a defileurilor Chambéry și Isère.
Cutarea acestor roci a dus, în cazul Chartreusei, la o succesiune de anticlinale și sinclinale, fragmentate de falii din cauza durității rocilor. Ulterior, o sedimentare secundară în bazine, apărută în urma săpării cheilor și a eroziunii falezelor provocată de scurgerea apei, a dus la formarea rocilor de la poalele masivului.
Imediat după formarea sa, masivul a fost supus unei puternice eroziuni care i-a accentuat relieful. Dizolvarea calcarului a determinat apariția unui relief carstic, caracterizat prin lapiezuri și doline, precum și de numeroase cavități subterane. Apariția la zi a rocilor mai vechi decât calcarul urgonian, observabilă mai ales în partea vestică a masivului, se explică prin una sau două perioade de peneplenizare, dintre care cea mai recentă datează din Villafrancian⁠(d) (sfârșitul Pliocenului – începutul Pleistocenului), când procesul de cutare alpină era încă în desfășurare.
În timpul glaciațiunii Riss, ghețarii periferici masivi au pătruns în masiv prin trecători, dar grosimea lor a rămas redusă și, cu excepția unor chei, nu au avut un impact erosiv major. Totuși, acești ghețari au lăsat în urmă numeroase depozite morenice. În timpul glaciațiunii Würm, ghețarii au pătruns doar prin trecătoarea Granier, în nord. S-au format câțiva ghețari locali de dimensiuni mici în zonele unde astăzi se află cătunele Vallombré, Perquelin, La Plagne, precum și în circ glaciar Saint-Même.

### Climat

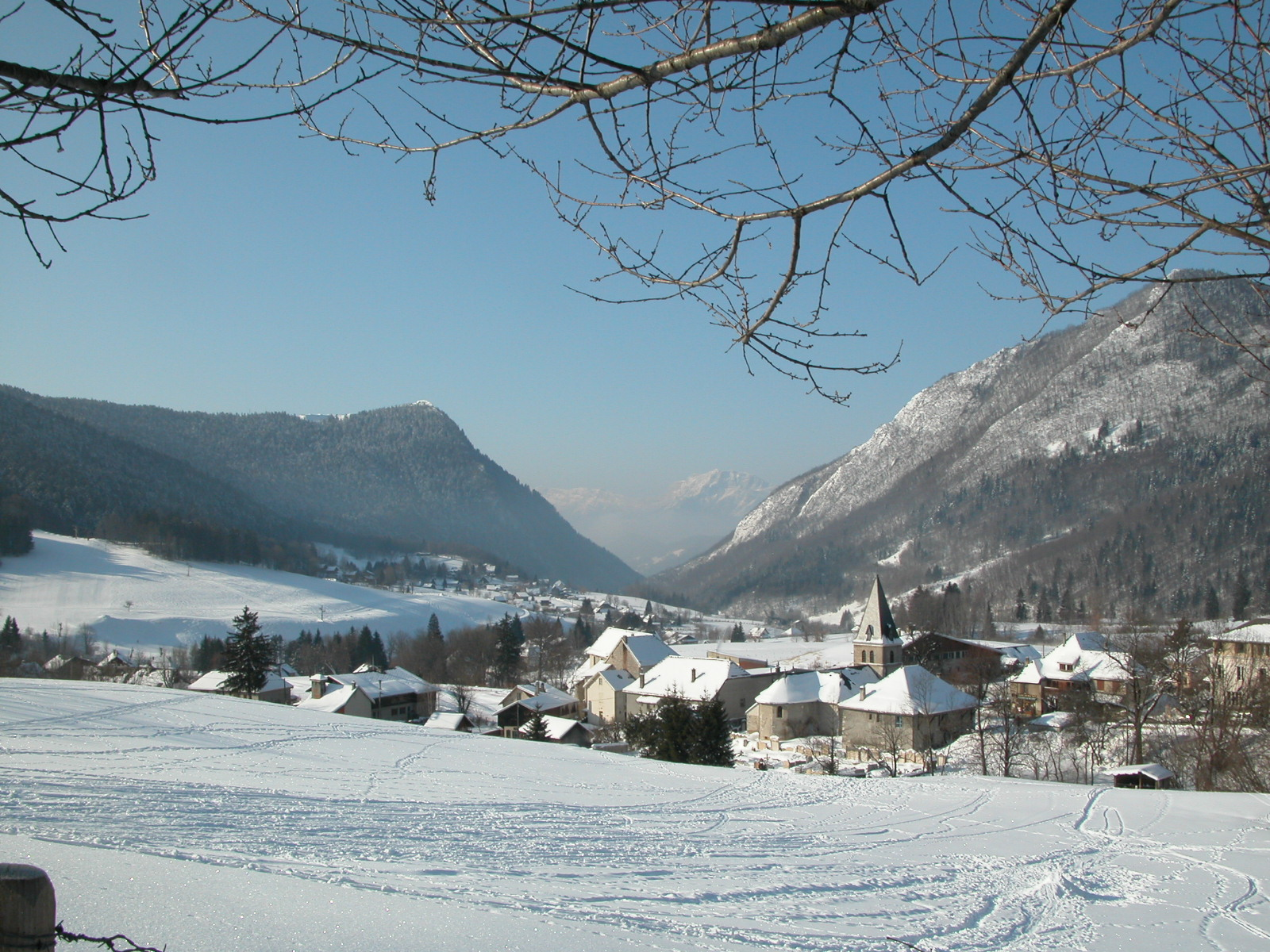
Vedere a localității Le Sappey-en-Chartreuse acoperită de zăpadă

Masivul Chartreuse este supus unui climat oceanic montan. Acționând ca o barieră în fața vânturilor dominante din vest, provenite dinspre Oceanul Atlantic, masivul primește o cantitate mare de precipitații — de exemplu, în jur de 2.000 mm pe an la mănăstirea Grande Chartreuse și până la 3.000 mm în zona rezervației Hauts de Chartreuse, cu două perioade de maxim: la începutul primăverii și la începutul toamnei. O treime din aceste precipitații se înregistrează sub formă de ninsoare.
Astfel, grosimea stratului de zăpadă la col de Porte (1.326 m) atinge în mod obișnuit aproximativ un metru la sfârșitul lunii februarie, însă au fost înregistrate recorduri de 200 până la 230 cm în anii 1979, 1982 și 1985. Totuși, stratul mediu de zăpadă s-a redus la jumătate în ultimii cincizeci de ani, iar în ultimul deceniu a fost înregistrată o medie de doar 50 cm pe timpul iernii.
Începând cu anii 2000, zăpada persistă în medie 150 de zile pe an la col de Porte, cu 30 de zile mai puțin decât în anii 1960; numărul de zile cu strat de zăpadă mai gros de un metru a scăzut cu circa 15 zile la fiecare zece ani, în aceeași perioadă. Această tendință coincide cu o creștere a temperaturii medii de 1,4 °C în intervalul 1 decembrie – 30 aprilie, în decursul ultimului jumătate de secol.
Totuși, prezența stratului nival asigură un debit semnificativ torentelor în timpul topirii zăpezii de primăvară, cu un vârf în luna aprilie.

### Faună și floră

#### Flora
Masivul Chartreuse era alcătuit din patru medii naturale distincte. În parcul natural regional au fost inventariate peste 2.000 de specii, adică o treime din speciile prezente în Franța metropolitană, dintre care 85 erau protejate; dintre acestea, 18 erau protejate la nivel național: asterul de Amelle (Aster amellus), papucul doamnei (Cypripedium calceolus), cystopterisul de munte (Cystopteris montana), licopodul alpin (Diphasiastrum alpinum), roua-cerului cu frunze lungi (Drosera anglica), roua-cerului cu frunze rotunde (Drosera rotundifolia), linaigreta subțire (Eriophorum gracile), țelina alpină (Eryngium alpinum), găgeata galbenă (Gagea lutea), ghiocelul de baltă (Leucojum aestivum), liparisul lui Loesel (Liparis loeselii), orhideea cu miros de ploșniță (Anacamptis coriophora), potențila din Delfinat (Potentilla delphinensis), urechea ursului (Primula auricula), piciorul broaștei mare (Ranunculus lingua), saxifraga variabilă (Saxifraga mutata), spiranta de vară (Spiranthes aestivalis) și papura mică (Typha minima).
Pădurile erau marcate de etajarea altitudinală. Pe piemonturile colinare, stejarul pufos (Quercus pubescens) domina mai ales pe solurile uscate, carpenul (Carpinus betulus) și frasinul înalt (Fraxinus excelsior) se regăseau mai degrabă în zonele umbroase, iar lemnul câinesc (Buxus sempervirens) era prezent în solurile calcaroase. Între aproximativ 800 și 1.500 de metri altitudine se întindeau pădurile de fag (Fagus sylvatica) și brad argintiu (Abies alba) ale etajului montan, care lăsau loc arțarului de munte (Acer pseudoplatanus) în văi și grohotișuri; frasinul înalt continua să fie prezent și la această altitudine. Peste 1.500 de metri altitudine, etajul alpin era caracterizat de conifere: molidul comun (Picea abies) și, în zonele deosebit de expuse vânturilor, pinul de munte (Pinus uncinata). Totuși, aceste specii se puteau întâlni și la altitudini mai joase, în depresiuni puțin expuse soarelui și supuse vânturilor aspre. Bradul și molidul, care ocupau un loc important în masiv, reprezentau rezultatul intervenției umane, întrucât fagul fusese intens exploatat în secolul al XIX-lea pentru producerea cărbunelui de lemn.
Mediile ierboase — pajiștile uscate, pășunile, fânețele și alpele — fuseseră create în principal prin defrișări începând din Neolitic, pe când pădurea acoperea cea mai mare parte a masivului. Aceste terenuri erau exploatate mai puțin intens decât cele din zonele de câmpie și erau amenințate de abandonul agricol. Câțiva dintre versanți se aflau în mod natural deasupra limitei superioare a pădurilor. Aceste habitate adăposteau majoritatea celor cincizeci de specii de orhidee ale masivului. În alpe se găseau ghințura galbenă (Gentiana lutea), brândușa de munte (Crocus vernus), soldănela alpină (Soldanella alpina), viorea (Scilla bifolia), laleaua sudică (Tulipa sylvestris australis), orhideea-soc (Dactylorhiza sambucina), nigritela neagră (Nigritella rhellicani), orhideea-broască (Dactylorhiza viridis), spanacul cerbilor (Chenopodium bonus-henricus), urzica mare (Urtica dioica) sau rododendronul ruginiu (Rhododendron ferrugineum). La cele mai mari altitudini se menținea dryada cu opt petale (Dryas octopetala).
Faleza și versanții abrupți, modelați de natura calcaroasă a rocii, supuși unor mari variații de temperatură, cu puține elemente nutritive și dificultăți în accesul la apă, prezentau o importantă specializare a speciilor. Aici creșteau sunătoarea alpină (Hypericum nummularium), orpinul roz (Rhodiola rosea), potențila lucioasă (Potentilla nitida) sau urechea ursului (Primula auricula). Valeriana de munte (Valeriana montana), globularia cu frunze în formă de inimă (Globularia cordifolia) și iarba argintie (Achnatherum calamagrostis) erau adaptate la grohotișurile instabile.
Apa de suprafață era practic absentă din zonele cele mai înalte ale masivului, infiltrându-se rapid în rețelele carstice. Torenții izvorau la poalele munților și prezentau debite cu variații puternice. Zonele umede erau concentrate în principal în piemontul nordic al masivului și adăposteau un număr mare de specii protejate.

#### Faună
Mistretul (Sus scrofa), vulpea roșcată (Vulpes vulpes) și bursucul european (Meles meles) erau prezenți în etajul colinar. jderul de copac (Martes martes) și râsul eurasiatic (Lynx lynx) — acesta din urmă eradicat în secolul al XIX-lea, dar revenit în mod natural în 1990 din Jura elvețiană — trăiau în întinderile forestiere. De asemenea, lupul cenușiu comun (Canis lupus lupus) a fost observat din nou începând cu 2004, venind din masivul Mercantour-Argentera. Cerbul comun (Cervus elaphus) și căpriorul (Capreolus capreolus), reintroduși la mijlocul secolului al XX-lea, precum și capra-neagră (Rupicapra rupicapra), care a beneficiat de un plan de conservare începând din anii 1980 ce a permis creșterea populației de la 250 la 1.500 de indivizi, ocupau marginea superioară a pădurilor, la limita cu alpele. Marmota alpină (Marmota marmota), dispărută cu câteva milenii în urmă din cauza schimbărilor climatice ce i-au afectat habitatul, a fost reintrodusă în masiv la sfârșitul anilor 1940, apoi printr-un program oficial începând de la mijlocul anilor 1980. Muflonul corsican (Ovis aries/orientalis musimon) a fost introdus începând cu anul 1967, între vârfurile Charmant Som și Grande Sure. În cele din urmă, capra alpină (Capra ibex), exterminat în Franța din cauza vânătorii intensive, a revenit în Chartreuse în perioada 2010–2011, grație transferului a treizeci de indivizi din lanțul (Belledonne⁠(d) și masivul Vanoise.
Mai multe specii de chiroptere (lilieci) populau cavitățile din vârfurile masivului Chartreuse: barbastela europeană (Barbastella barbastellus), serotina lui Nilsson (Eptesicus nilssonii), liliacul urecheat roșcat (Plecotus auritus), liliacul lui Brandt (Myotis brandtii), liliacul lui Daubenton (Myotis daubentonii), liliacul cu mustăți (Myotis mystacinus), liliacul lui Bechstein (Myotis bechsteinii), microrinoloful (Rhinolophus hipposideros) și marele rinolof (Rhinolophus ferrumequinum).
Printre păsări, mărăcinarul (Saxicola rubetra) se hrănea cu insecte în pajiști și pășuni, iar sfrânciocul roșiatic (Lanius collurio) popula desișurile. Fâsa de pădure (Anthus trivialis) trăia în poieni la marginea pădurii. În etajul colinar se mai găseau și măcăleandrul (Erithacus rubecula), cinteza (Fringilla coelebs), pițigoiul mare (Parus major), țicleanul (Sitta europaea) și pitulicea mică (Phylloscopus collybita). Silvia cu cap negru (Sylvia atricapilla), pițigoiul sur (Poecile palustris) și pițigoiul cu coadă lungă (Aegithalos caudatus) preferau foioasele, în timp ce aușelul cu cap galben (Regulus regulus) și pițigoiul de brădet (Periparus ater) favorizau coniferele. Ciocănitoarea pestriță mare (Dendrocopos major) scobea trunchiurile arborilor morți, iar ulterior cavitățile erau ocupate de ciufiul pitic (Glaucidium passerinum), în timp ce cucuveaua (Athene noctua) era amenințată în habitatul ei de la marginea terenurilor agricole. Buha mare (Bubo bubo) trăia pe pereții stâncoși din jurul masivului și în chei, unde se întâlnea cu fluturașul de stâncă (Tichodroma muraria), lăstunul de stâncă alb (Tachymarptis melba), rândunica de stâncă (Ptyonoprogne rupestris) și șoimul călător (Falco peregrinus). Ierunca de pădure (Tetrastes bonasia) se hrănea cu fructe de pădure. În pădurile de fag trăia ciocănitoarea neagră (Dryocopus martius). Ciocârlia de câmp (Alauda arvensis) și pipitul de munte (Anthus spinoletta) ocupau pajiștile joase. Cocoșul de mesteacăn (Lyrurus tetrix), mierla cu guler alb (Turdus torquatus) și florintele de munte (Carduelis citrinella) erau adaptate mediilor deschise. Mierla de apă (Cinclus cinclus) se hrănea cu nevertebratele de pe marginea apelor curgătoare. Alunarul (Nucifraga caryocatactes), forfecuța (Loxia curvirostra) și uliul porumbar (Accipiter gentilis) erau adaptați etajului alpin. Brumărița de stâncă (Prunella collaris) și Stăncuța alpină (Pyrrhocorax graculus) trăiau în pereții stâncoși ai celor mai înalți versanți, în timp ce ierunca alpină (Lagopus muta) și cinghița alpină (Montifringilla nivalis) erau prezente doar iarna. Acvila de munte (Aquila chrysaetos) număra câteva perechi în masiv.
Amfibienii, printre care broasca roșie (Rana temporaria), broasca râioasă comună (Bufo bufo) și salamandra pătată (Salamandra salamandra), erau caracterizați de habitatele umede.
Rosalia alpina era o specie de coleopter care se reproducea exclusiv în lemnul mort de fag, în timp ce rădașca (Lucanus cervus) necesita prezența stejarilor. Alte specii de coleoptere, precum și de lepidoptere (fluturi), colonizau mediile ierboase. Acestea din urmă se adaptau totuși tuturor habitatelor din masiv, asemenea apolonului, care trăia în pajiștile stâncoase din jurul altitudinii de 1.300 de metri și se hrănea cu plante suculente. Specii de efemeroptere, plecoptere și trihoptere trăiau în apropierea albiilor râurilor. Coenagrion mercuriale (libelula lui Mercur) era prezent în jurul apelor curgătoare și stagnante din zonele de piemont.
Păstrăvul indigen (Salmo trutta fario) era prezent în cursurile superioare ale râurilor Guiers Vif și Guiers Mort și ale afluenților lor, ale căror ape erau reci și oxigenate. Racul cu clești albi (Austropotamobius pallipes), singura specie de decapod autohtonă, mai supraviețuia doar în nordul masivului.

### Populație

#### Urbanizare

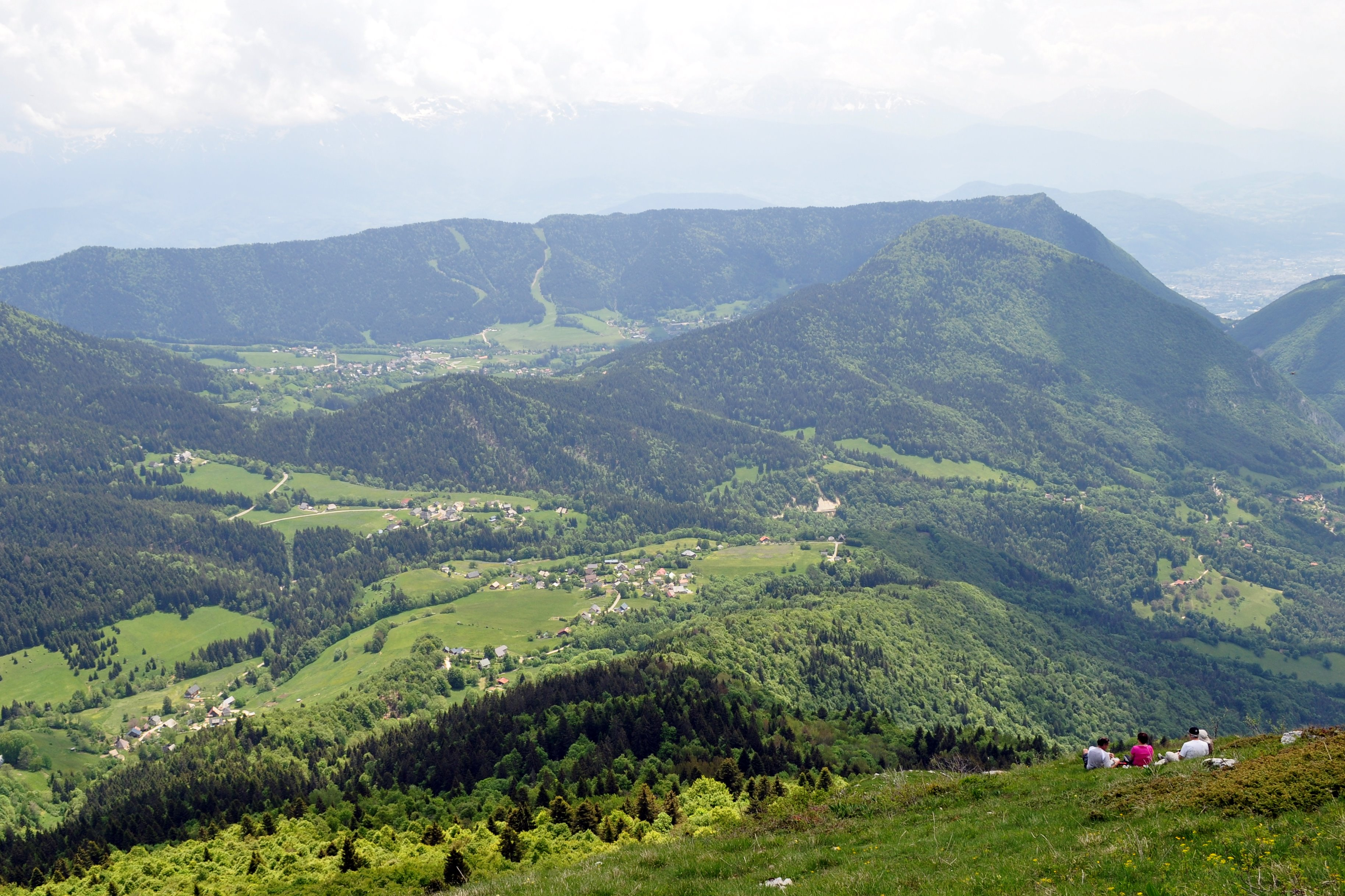
Vedere spre Sarcenas (în centru, în plan inferior) și Le Sappey-en-Chartreuse (în fundal, în stânga), de pe vârful Charmant Som din nord.

Masivul Chartreuse este încadrat de două prefecturi: Grenoble (160.000 de locuitori, 512.000 incluzând întreaga aglomerație urbană), reședința departamentului Isère, la sud, și Chambéry (60.000 de locuitori, 186.000 incluzând întreaga aglomerație), reședința departamentului Savoie, la nord. Pe piemontul Grésivaudan⁠(d), principalele orașe sunt Crolles (8.000 de locuitori), Saint-Ismier (6.500 de locuitori), Corenc (4.000 de locuitori) și Le Touvet (3.000 de locuitori). Pe piemontul din zona cheilor râului Isère se află Saint-Égrève (16.000 de locuitori) și Voreppe (9.500 de locuitori). În nordul masivului, principalul oraș este Saint-Laurent-du-Pont (4.500 de locuitori).
Masivul este alcătuit din comunele din Isère: Mont-Saint-Martin (80 de locuitori), Pommiers-la-Placette (500 de locuitori), Proveysieux (500 de locuitori), Quaix-en-Chartreuse (900 de locuitori), Sarcenas (200 de locuitori), Le Sappey-en-Chartreuse (1.100 de locuitori), Saint-Pierre-de-Chartreuse (1.000 de locuitori), care este cea mai întinsă comună a masivului, cu o suprafață de 80 km², Saint-Pancrasse (400 de locuitori), Saint-Hilaire-du-Touvet (1.500 de locuitori), Saint-Pierre-d'Entremont (600 de locuitori), Saint-Bernard (600 de locuitori) și Sainte-Marie-du-Mont (200 de locuitori); și din comunele din Savoie: Corbel (150 de locuitori), Saint-Pierre-d’Entremont (400 de locuitori) și Entremont-le-Vieux (600 de locuitori).

#### Habitat

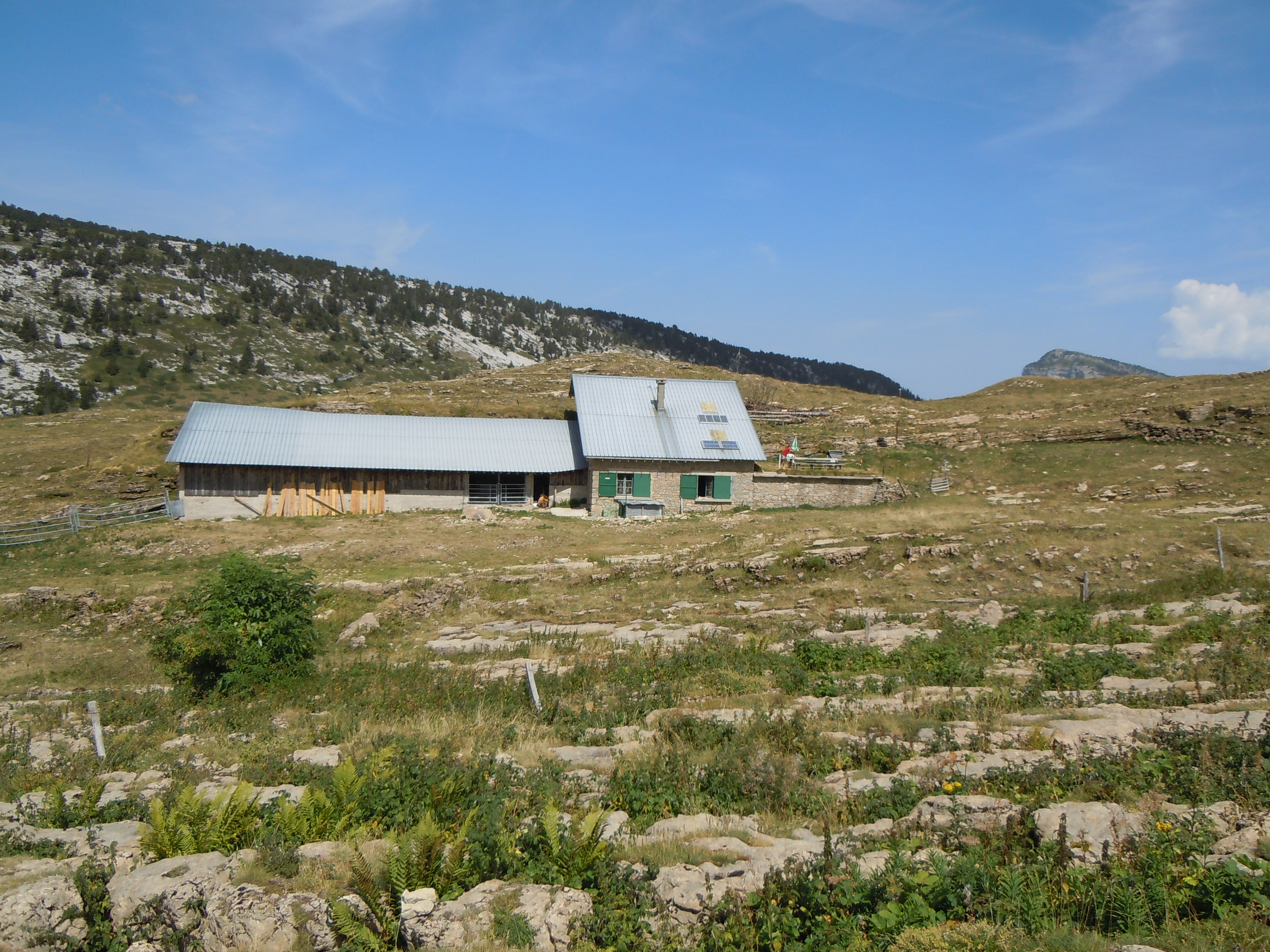
Vedere a stânii din Saint-Vincent, exemplu de habitat pastoral, situat pe platoul Alpe.

În anul 2003, autoritățile parcului natural regional Chartreuse au realizat un recensământ al patrimoniului construit. Acesta a permis valorizarea existenței unui patrimoniu rural caracteristic. Crama se întâlnește în general în mijlocul podgoriilor, mai rar integrată în sat, și este compusă, de regulă, din două niveluri: pivnița și uneori un grajd la parter, iar la etaj, un teasc pentru vinificarea strugurilor pe loc și o locuință sumară. Cuptorul de pâine este un element utilizat tradițional o dată sau de două ori pe lună, fie în scop individual, fie colectiv, în cadrul satului; în prezent este în mare parte abandonat, cu excepția ocaziilor festive locale. Este construit din piatră de calcar, gresie moale, mortar pe bază de var și uneori cărămidă, având acoperiș în două ape.
Șura (grenier) este tipică regiunii Entremonts. Este construită din lemn de esență tare, în special molid, și se sprijină, de obicei, pe o pivniță sau un adăpost zidit, protejând grânele de rozătoare. Aceste construcții au fost treptat abandonate începând cu anii 1950. Stânile sunt utilizate în perioada pășunatului de vară în întregul masiv încă din secolul al XV-lea. Se compune, frecvent, din două clădiri: un grajd vast, care servește și ca șură, și o locuință de dimensiuni mai modeste, adăpostind uneori o mică fabrică de brânzeturi. Ocupate inițial de călugării cartusieni, apoi de agricultorii locali, aceste construcții sunt adesea bine conservate.
Grânarele, precum cel din Aiguenoire, la Entre-deux-Guiers, și fermele, cum este cea din Échaillon, la Saint-Laurent-du-Pont, ocupă domenii întinse în nordul masivului, însă arhitectura lor știe să se adapteze mediului montan prin separarea clădirilor. În total, 38 de edificii sunt protejate ca monumente istorice în perimetrul parcului.
Odată cu procesul de rurbanizare și cu atracția exercitată de masivul Chartreuse, au fost formulate recomandări pentru noile tipuri de locuire. Acestea reamintesc constrângerile impuse de pantă și de condițiile climatice (insolație, vânt, frig, zăpadă), necesitatea de a alege materiale durabile și avantajele oferite de lanțul de producție al lemnului. De asemenea, parcul s-a angajat într-o reflecție asupra noilor forme urbane și asupra gestionării spațiului.

## Istorie

### Preistorie
Popularea masivului începe de la piemonturi și platouri. Astfel, peștera Eugles, situată la 850 de metri altitudine în cheile Guiers Mort, la Saint-Laurent-du-Pont, este ocupată temporar încă din Paleoliticul mijlociu. Peștera Jean-Pierre, de la Saint-Thibaud-de-Couz, și adăpostul sub stâncă de la La Fru, din Saint-Christophe, orientate spre vest, servesc drept refugii temporare în Paleoliticul târziu. În Mezolitic, zona de locuire urcă în altitudine, acolo unde pădurile sunt mai puțin dense, iar vânatul este mai abundent, așa cum este cazul la Aulp du Seuil, la 1.700 de metri altitudine, sit care a scos la iveală vârfuri de săgeți și unelte din cremene, sau în văgăuna Marcieu.
Locuirea devine mai durabilă în Neoliticul mijlociu, odată cu adoptarea unui mod de viață agro-pastoral, apoi definitivă în Neoliticul superior, în jurul anului 4.000 î.e.n.. Primele pajiști alpine sunt atunci create prin defrișare.
În epoca bronzului sunt produse vârfuri de săgeți, topoare din bronz, unelte din cremene și ceramică. În peștera La Rousse, aflată la 1.550 de metri altitudine în Sainte-Marie-du-Mont, au fost descoperite vase provenind din Lombardia. În jurul masivului au fost scoase la iveală monede galice și morminte din epoca fierului.

### Din Antichitate până în epoca modernă
În perioada galo-romană, masivul este înconjurat de villae romane cu domenii întinse. Domeniul familiei Aveia urcă până la Lances de Malissard, fapt atestat de o inscripție în piatră. În interiorul masivului montan, locuirea este mai modestă; sunt ridicate sanctuare. Se exploatează cariere, în special pentru extragerea „marmura de Vimines”, un tip de marmură roșiatică folosită la scară regională până în anii 1950.
Începând cu secolul al XI-lea, mai multe sihăstrii sunt întemeiate în masiv, sub influența unei reforme monastice franceze. Astfel, în iunie 1084, Sfântul Bruno⁠(d), însoțit de Landuin, un teolog toscan, Étienne de Bourg și Étienne de Die, canoni de la Saint-Ruf în Dauphiné, preotul Hugues, André și Guérin, doi laici, animați de dorința de singurătate, austeritate și rugăciune, se stabilesc aici la invitația episcopului Hugues de Grenoble. Domeniul se întinde inițial pe circa 1.000 de hectare, de la Grand Som la Petit Som, apoi până la stâncile de Pertuis, Arpison și Cambise, ajungând la Guiers Mort. În decurs de un an, construiesc câteva celule individuale din lemn, o biserică, un refectoriu și o sală capitulară, toate conectate printr-un claustru. Totuși, în 1090, Bruno este chemat la Sfântul Scaun de către papa Urban al II-lea. Într-o primă fază, călugării se risipesc, dar Landuin reușește să mențină comunitatea.
În jurul anului 1125, Guigues, al cincilea prior al Grande Chartreuse, redactează Consuetudines Cartusiae (în română „Obiceiurile Cartuziene”), un text fondator pentru numeroase alte mănăstiri care aspirau să adopte acest mod de viață. În acea perioadă, domeniul se extinde considerabil, prin achiziționarea regiunilor Bovinant (1099–1103), Vallombré (1103), Tenaison, la nord de colul Charmette (1107–1109), Orcière (1112) și Curière (1129), utilizate în principal în scopuri pastorale. Intrarea în Deșertul Chartreuse era păzită de un gardian stabilit pe podul Guiers Mort.
La 30 ianuarie 1132, o avalansă distruge ermitajul și ucide șapte călugări. Guigues alege un nou amplasament, cel al actualei mănăstiri. Ordinul Cartusian este fondat în 1140 de succesorul său, Anthelme de Chignin, după ce a convocat un capitol general al conducătorilor celorlalte case monahale, iar Grande Chartreuse devine casa-mamă a ordinului.
Anthelme continuă extinderea domeniului Grande Chartreuse către regiunile Génieux și Charmette, construiește noi clădiri, ridică un zid de incintă, amenajează aquaducte, dezvoltă ferme și habert-uri (Arpison, Billon, Corde, les Rochers, Chartroussette). Domeniul se distinge, pe măsură ce se extinde, prin oratorii (Test de Lavines, Nere-Fontaine, Saint-Bruno, Sapinus Terminoru, Orgeval).
Ordinul atinge apogeul în secolul al XVI-lea. Pe cursul râului Guiers Mort sunt construite porți de acces, mai întâi poarta Œillette (între 1534 și 1543), apoi poarta Jarjatte (sau Fourvoirie), între 1710 și 1715, în aval, precum și poarta Enclos (numită și poarta Grand-Logis sau poarta Parohiei), în amonte; numeroase poduri, unele construite de către călugării cartuzieni, completează aceste amenajări.
În paralel, în 1101, Hugues de Grenoble întemeiază la Voreppe, pe versanții masivului, ermitajul de Chalais, conform regulii Sfântului Benedict. Acesta este ridicat la rang de mănăstire benedictină în 1124. Ordinul monastic de Chalais ia naștere în 1148, odată cu fondarea sau refacerea mai multor așezăminte. În cursul secolului al XII-lea, ordinul trece de la apogeu la declin; astfel, în 1303, mănăstirea-mamă este absorbită de călugării cartuzieni, care o ocupă până la Revoluția franceză. Ulterior, ordinul este transferat la mănăstirea Notre-Dame de Boscodon, apoi desființat. Abația de Chalais este ocupată de două ori de călugării dominicani: între 1844 și 1881, și din nou, începând cu 1963, de această dată cu prezența maicilor.
În Evul Mediu, masivul Chartreuse se află la granița dintre Dauphiné de Viennois și Comitatul de Savoia⁠(d). Sunt ridicate castele și case fortificate, uneori incluzând sate întregi în incinta lor, pentru a consolida puterea seniorilor locali. În secolele al XIII-lea și al XIV-lea, sunt fondate orașe noi. În 1349, provincia Dauphiné este integrată în Regatul Franței. În 1355, tratatul de la Paris stabilește un schimb de teritorii: enclave savoiarde din pământuri dauphinoise sunt cedate în nordul masivului, iar râul Guiers este desemnat drept frontieră. Totuși, lipsa precizărilor privind cursul exact al râului menține conflictul cu Savoia Propriu-Zisă, aflată sub ducatul de Savoia. Se dezvoltă un trafic de contrabandă cu sare, tutun și pânză imprimată, interzis în secolul al XVII-lea, la care participă și Mandrin. Disputa teritorială este rezolvată abia în 1760, prin tratatul de la Torino. Guiers Vif devine frontieră oficială; pe platourile înalte sunt ridicate borne din calcar, purtând emblemele Franței și Savoiei. În 1860, odată cu ultimul tratat de la Torino, aceste delimitări devin simple granițe departamentale.
În noaptea de 24 spre 25 noiembrie 1248 are loc prăbușirea versantului nordic al muntelui Granier, cunoscut atunci sub numele Apremont. O parte a cornișei calcaroase se desprinde și cade peste pantele îmbibate cu apă, provocând o alunecare de teren și curgeri de noroi. Pereții muntelui se destabilizează și se prăbușesc la rândul lor. Dărâmăturile se întind pe aproape opt kilometri, spre trecătoarea Marches, distrugând complet cinci parohii, omorând între o mie și două mii de persoane și formând Abimele de la Myans. Evenimentul este relatat în numeroase cronici, mai ales de călugări, și chiar în legende. Din secolul următor, abimele sunt plantate cu viță-de-vie.

### Dezvoltare economică
Înainte de sfârșitul secolului al XIX-lea, agricultura în Chartreuse se baza pe o economie de subzistență, cu o producție autarhică, surplusul fiind vândut pe piețele din regiune. Culturile erau dominate de cereale: grâu, secară, orz și ovăz. Versanții estici și sudici erau utilizați pentru viticultură, însă cea mai mare parte a producției era consumată pe plan local. Platoul Petites Roches era renumit pentru fânul său; excedentul era depozitat în Grésivaudan⁠(d), apoi livrat pe cale navigabilă sau feroviară. Cânepa era folosită în țesătorie. Creșterea animalelor a fost mult timp practicată de comunitățile religioase. Pielea era utilizată pentru manuscrise și pentru producția de fructe. Deoarece ovinele și caprinele provocau degradări ale vegetației, acestea au fost înlocuite, începând cu secolele al XVIII-lea și al XIX-lea, cu vaci de lapte și boi îngrășați, revânduți ulterior în câmpie pentru munca agricolă. Sericicultura era practicată la scară artizanală, la domiciliu, în secolul al XIX-lea, ca sursă suplimentară de venit. Dezvoltarea drumurilor, mecanizarea și creșterea randamentelor au modificat acest model agricol și au favorizat revenirea pădurii. Aceasta fusese defrișată în Evul Mediu pentru deschiderea de noi terenuri agricole, pentru furnizarea de materiale de construcție și pentru a servi drept combustibil domestic. Din lemn erau confecționate diverse obiecte artizanale. În secolul al XVIII-lea, Marina regală se aproviziona cu catarge din masiv. Exploatarea cărbunelui a alimentat, până la începutul secolului al XX-lea, forjele, furnalele și fabricile de țiglă din regiune, fiind o specialitate a italienilor, în special din provincia Bergamo, dintre care unii s-au stabilit definitiv în Chartreuse.
Energia hidraulică a fost utilizată în masiv încă din Evul Mediu și până la începutul secolului al XX-lea pentru acționarea morilor, preselor și a altor instalații mecanice. Începând cu anii 1890, la inițiativa unor personalități precum Félix Poulat și Auguste Bouchayer, această energie a fost transformată în electricitate pentru industrie și iluminatul public, prin centrale instalate în special pe Vence și Guiers Vif. La Saint-Pierre-d’Entremont (Savoia), apa unei surse cu proprietăți sulfuroase a fost exploatată prin îmbuteliere începând din 1777, iar în 1893 o societate a intenționat să deschidă un stabiliment balnear; totuși, proximitatea localității Challes-les-Eaux a reprezentat o concurență prea puternică.

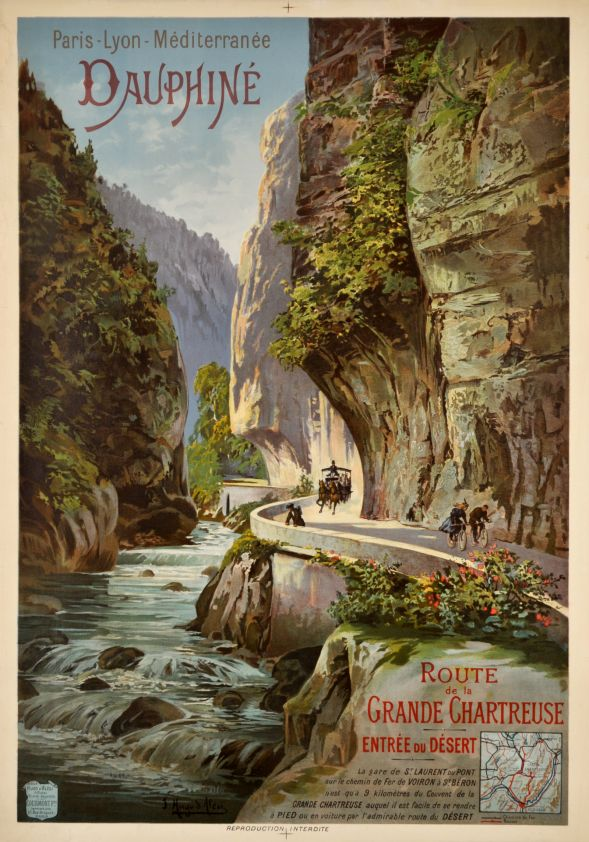
Afiș al Companiei Căilor Ferate din Paris spre Lyon și Marea Mediterană (PLM): „Dauphiné – Drumul către Marea Chartreuse, intrarea în Deșert”, 1895

Pietrele extrase din carierele masivului aveau multiple întrebuințări: material de construcție, transformare în var sau ciment la Le Sappey-en-Chartreuse, Montagnole, Saint-Martin-le-Vinoux și Voreppe, pietre de moară la Saint-Christophe, Quaix-en-Chartreuse, Corbel, Proveysieux, Mont-Saint-Martin, Saint-Pancrasse sau Fontanil-Cornillon. Dacă producția acestora din urmă s-a încheiat odată cu apariția căii ferate, industria cimentului a fost dimpotrivă dinamizată în secolul al XIX-lea. Nisipul și argila erau, de asemenea, exploatate în construcții, precum și în fabricarea țiglelor, a sticlei, a cărămizilor refractare și a formelor de turnătorie, de exemplu pe amplasamentele din Saint-Jean-de-Couz și Proveysieux.
Minereu de fier era prezent în cantități reduse în masiv, în special la mina Bovinant, exploatată cel puțin din secolul al XII-lea și până în secolul al XVIII-lea, pentru a fi prelucrat în furnalele de la Noirfond, în Saint-Pierre-d’Entremont (Isère), și de la Fourvoirie, în Saint-Laurent-du-Pont. Alte zăcăminte se aflau în zona colului Cucheron și la nord de Charmette, lângă Curière.
Turismul s-a dezvoltat începând cu secolul al XIX-lea, grație extinderii rețelei rutiere. Fostele drumuri de catâri au fost lărgite și renovate, au fost construite noi drumuri suspendate și poduri, iar tuneluri au fost săpate. Transportul public și liniile de cale ferată din jurul masivului au facilitat accesul. Acest sector de activitate a fost încurajat de Touring Club de France la începutul secolului al XX-lea. Au fost deschise hoteluri, iar primul sindicat de inițiativă din Franța a fost creat la Saint-Pierre-de-Chartreuse. Pe lângă mănăstirea Grande Chartreuse, care atrage interesul turiștilor, zone precum cheile Guiers Mort și Guiers Vif, amfiteatrul Saint-Même până la izvorul acestuia, precum și vârful Charmant Som oferă peisaje pitorești. Imediat după apariția sa în Alpi, schiul alpin a făcut obiectul unui concurs regional la Sappey-en-Chartreuse, în 1907. Două decenii mai târziu, au apărut două noi stațiuni: la Saint-Pierre-de-Chartreuse, unde o pistă de bob a fost trasată la nord de dent de Crolles, și la col de Porte.

### Ocupație militară
După construirea fortului Bastille, între anii 1824 și 1847, deasupra orașului Grenoble, la extremitatea sudică a masivului Chartreuse, și după înfrângerea în războiul franco-german din 1870, două noi forturi au venit să completeze, în 1879, centura fortificată a orașului în zona masivului: fortul Saint-Eynard, situat pe muntele omonim la Sappey, și, mai jos, fortul Bourcet, la Corenc. Acestea au fost întărite de bateriile Néron și Rachais. Dispozitivele defensive făceau parte din sistemul Séré de Rivières. Ele nu au fost niciodată folosite în contextul unui conflict militar.
În perioada interbelică, mai multe sanatorii au fost deschise la Saint-Hilaire, pe platoul Petites Roches. Funicularul din Saint-Hilaire-du-Touvet a fost pus în funcțiune în 1924. Încă de la începutul celui de-Al Doilea Război Mondial, sanatoriile Rhône și al Studenților au adăpostit falși bolnavi, evrei, membri ai rezistenței și tineri care doreau să evite serviciul de muncă obligatoriu, unii dintre aceștia reușind ulterior să ajungă în Elveția. La fortul Barraux au fost internați militari sancționați, apoi, până în 1942, prizonieri politici, evrei străini, traficanți și condamnați de drept comun. Ulterior, până în 1947, aici au fost încarcerați militari germani.
Începând din martie 1943, formațiuni de maquis s-au organizat în jurul unor personalități precum abatele Pierre, care a fondat maquis-ul Palace împreună cu André Demirleau din Voreppe. Deși mult mai puțin cunoscuți decât maquis-ul din Vercors, aflat în apropiere, și mai reduși ca efective, aceștia au găzduit trupe din Batalionul 3 și o companie din Batalionul 4 al Francs-Tireurs et Partisans Français din cadrul Forțelor Franceze de Interior, precum și membri ai Armatei Secrete. Au fost ascunse arme și muniții, au fost realizate acte de sabotaj. Locuitorii din Chartreuse au ajutat la ascunderea oamenilor și a materialului. În urma atacurilor repetate ale armatei italiene, maquis-ul Palace a fost nevoit să se refugieze la Malleval-en-Vercors, în masivul Vercors, unde a fost anihilat la 29 ianuarie 1944.

## Activități

### Turism și infrastructuri

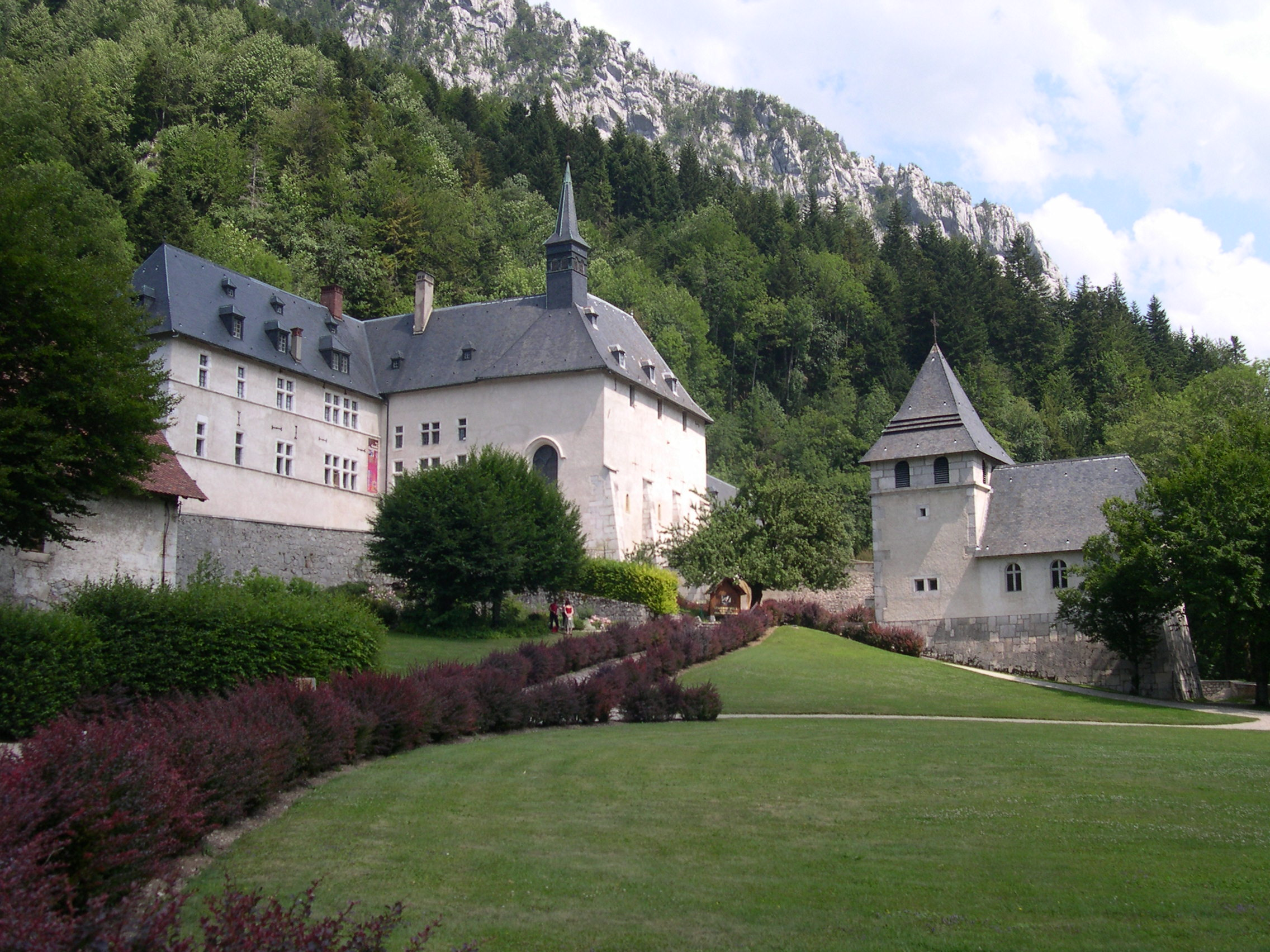
Vedere a Correriei mănăstirii, sediul muzeului

Mănăstirea Grande Chartreuse nu poate fi vizitată — survolarea acesteia fiind, de asemenea, interzisă —, însă un muzeu este amenajat la Correrie, în aval, unde pot fi văzute reconstituiri ale celulelor călugărilor. Lichiorul părinților cartusieni, numit chartreuse, produs istoric la Voiron, la poalele masivului, este distilat în prezent la Aiguenoire, în Entre-deux-Guiers. Există două tipuri, galben și verde, fiecare cu un gust distinct, precum și un elixir cu o concentrație ridicată de alcool.
Muzeul Ursului Cavernelor se află la Entremont-le-Vieux și prezintă preistoria grotei de la Balme à Collomb, în urma descoperirii, în 1988, a unui depozit de oase pe acest sit situat pe versantul masivului Granier. În cătunul Saint-Hugues-de-Chartreuse se găsește Muzeul de Artă Sacră Contemporană, care expune 111 lucrări realizate de Arcabas⁠(d) pe parcursul a treizeci de ani. În afară de fortul Saint-Eynard și de funicularul din Saint-Hilaire-du-Touvet, care atrag turiști, mai multe edificii religioase, poduri, peșteri și castele sunt clasate monumente istorice.
„Ruta vegetală” a fost creată de asociația Jardins du Monde Montagnes în parteneriat cu parcurile naturale regionale Chartreuse și Bauges, pentru a pune în valoare, prin expoziții, grădini, poteci botanice, ateliere și meșteșuguri locale, plantele de munte și pentru a face cunoscute virtuțile lor medicinale și gastronomice. Din primăvară până la începutul iernii, nouă grădini etnobotanice sunt deschise pe teritoriul parcului. În plus, în urma unui inventar al patrimoniului etnobotanic, o expoziție itinerantă alcătuită din treisprezece panouri prezintă douăsprezece plante emblematice: arnica, Artemisia abrotanum, brânca-ursului, Botrychium lunaria, cânepa, ciclamenul, frasinul, ghințura, roinița de pădure (sau calamentul cu flori mari), urzica, socul negru și sunătoarea alpină.
Parcul natural regional derulează proiecte educaționale de sensibilizare privind bogățiile naturale și istorice ale masivului, în special în cadrul școlar.
În total, turismul generează 1.200 de locuri de muncă în parc, acesta primind anual 1,5 milioane de vizitatori.

### Activități sportive

#### Sporturi de iarnă

Vedere a domeniului de schi nordic din Désert d'Entremont

Iarna, masivul Chartreuse oferă spații pentru practicarea schiului alpin, schiului nordic, schiului de tură, schiului acrobatic, drumețiilor cu rachete de zăpadă și chiar a săniușului.
Principalele stațiuni de schi alpin includ:
- Saint-Pierre-de-Chartreuse/Le Planolet, principala stațiune a masivului, dotată cu o telegondolă, telescaune și treisprezece teleschiuri;
- Saint-Hugues-de-Chartreuse/Les Égaux, loc ideal pentru începători, dispunând de patru teleschiuri;
- Col de Porte, la Sarcenas, cu un telescaun și cinci teleschiuri;
- Les Petites Roches, la Saint-Hilaire-du-Touvet, la marginea masivului, pe platoul Petites Roches care domină valea Grésivaudan⁠(d), cu cinci teleschiuri;
- Le Sappey-en-Chartreuse, stațiunea cea mai apropiată de Grenoble, cu cinci teleschiuri;
- Le Granier, la Entremont-le-Vieux, cu patru teleschiuri;
- Le Désert d’Entremont, la Entremont-le-Vieux, situată vis-à-vis de precedenta, cu trei teleschiuri;
- Col de Marcieu, pe platoul Petites Roches, în comuna Saint-Bernard-du-Touvet, cu trei teleschiuri și o bandă transportoare.

Principalele stațiuni de schi nordic, care însumează peste 200 de kilometri de pârtii, includ:
- Saint-Hugues-de-Chartreuse, cu 62 km de pârtii;
- Le Désert d’Entremont, cu 45 km și care a dezvoltat, de asemenea, trasee pentru drumeții cu rachete de zăpadă;
- Le Sappey-en-Chartreuse, cu 42 km;
- La Ruchère, la Saint-Christophe-sur-Guiers, cu 35 km;
- Col de Marcieu și Saint-Hilaire-du-Touvet, cu 25 km la care se adaugă legătura de 21 km dus-întors între cele două domenii;
- Col de Porte, la Sarcenas, cu 15 km.

Domeniul de la Saint-Hugues este legat de cel de la Sappey printr-o pârtie folosită în cadrul competiției Traversée de Chartreuse, o probă sportivă de 28 km, precum și de domeniul de la Col de Porte.

#### Drumeție

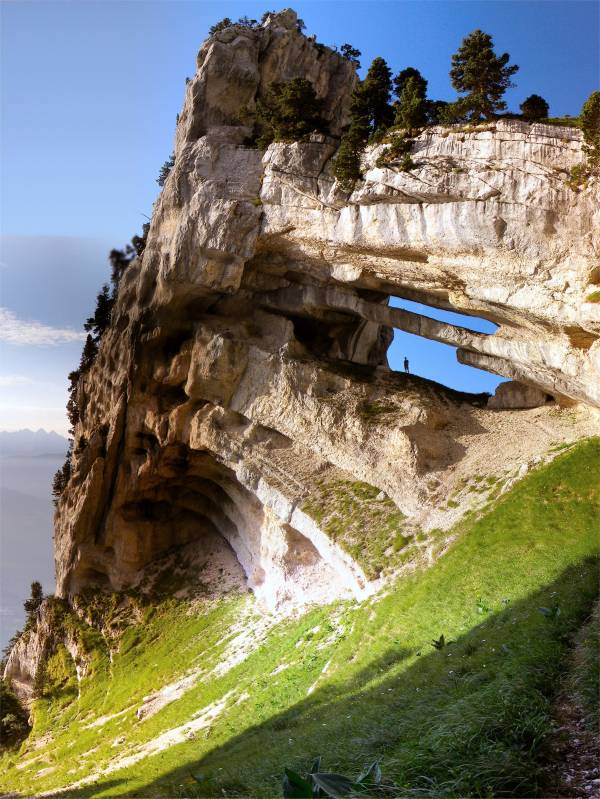
Vedere asupra Turnului Perceé, arcadă naturală dublă descoperită abia în 2005 și accesibilă prin trasee de drumeție.

Parcul natural regional Chartreuse găzduiește 1.300 de kilometri de trasee de drumeție pedestră. În general, excursiile durează o jumătate de zi sau o zi, cu plecare dinspre trecători și în direcția vârfurilor. Porțiunile cele mai tehnice sunt frecvent echipate cu cabluri. Totuși, prezența traseului GR 9, care traversează în special rezervația naturală Hauts de Chartreuse, a extremității sudice a GR 96, care se termină la Entremont-le-Vieux, precum și a traseului GR Tour de Chartreuse, necesită cel puțin două zile de mers prin masiv. Practica campării este însă puțin răspândită, datorită ofertei de cazare destinată drumeților pentru înnoptare.

#### Escaladă
Practica escaladei este larg răspândită în Chartreuse datorită numeroaselor pereți stâncoși, însă câteva situri concentrează majoritatea traseelor: Dent de Crolles, Rocher du Midi și Mont Granier pe fațada estică a masivului, iar într-o măsură mai mică Chamechaude. Deschise încă din anii 1920, acestea acoperă toate gradele de dificultate. Mai recent, au fost amenajate trasee de via ferrata pe abrupturile masivulu. Parcursuri de escaladă în copaci au fost deschise la Saint-Pierre-de-Chartreuse, Le Sappey-en-Chartreuse, Saint-Pierre-d’Entremont și Saint-Bernard.

#### Speologie

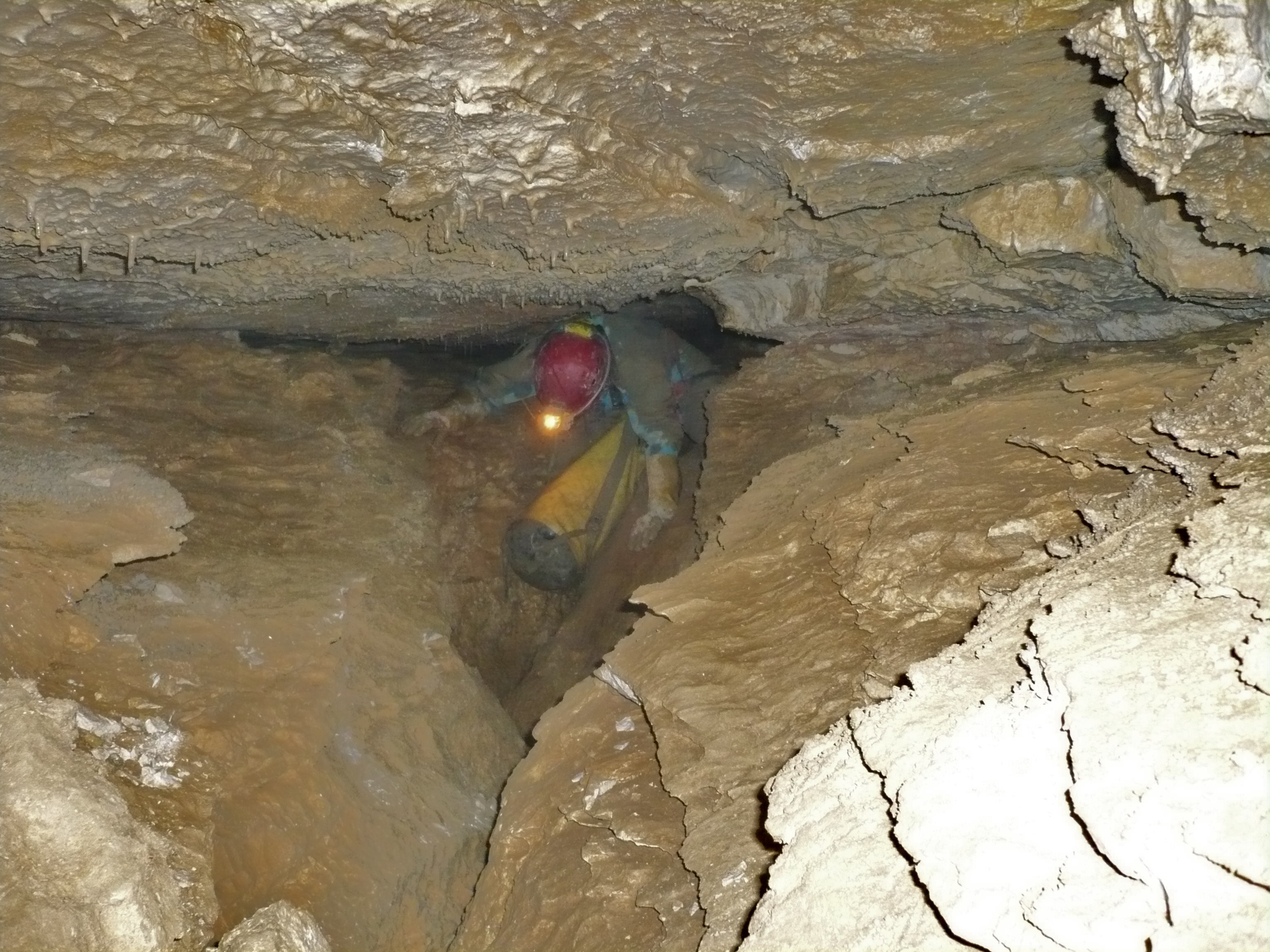
Meandru în traversarea dintre avenul Bob Vouay și peștera Chevalier.

Majoritatea cavităților din Chartreuse prezintă importante verticalități, cu unele intrări prin avene și puțuri ce depășesc în anumite cazuri cincizeci de metri înălțime. Meandrele sunt uneori lungi și sinuoase. În plus, intrările se află adesea la altitudine, necesitând o lungă abordare pe jos, în teren expus. Trei rețele carstice însumează aproximativ șaizeci de kilometri de galerii explorate: Dent de Crolles, Mont Granier și platoul Alpe. Acestea se caracterizează prin posibilitățile de traversare, care le-au adus renumele. Printre alte cavități tehnice se numără avenul Génieux, rețeaua Ded de la Charmant Som, puțul Francis prin gaura Baisant de la Grand Som, avenul Marco-Polo de la La Ruchère, precum și avenul Christine de la Cochette. Există câteva excepții care permit inițierea în speologie: peștera Chevalier, gaura Glaz și izbucul Guiers Mort la Dent de Crolles, peștera Guiers Vif în amfiteatrul Saint-Même, peștera Pin-Cherin la Granier, peștera Curé în cheile Guiers Vif și peștera Cambise în cheile Guiers Mort.

#### Zbor liber
Masivul Chartreuse este renumit pentru siturile sale de zbor liber. Acest sport a generat în cadrul masivului o activitate economică specifică (comerț cu echipamente, cursuri de parapantă, turism specializat).
Creată în 1974, Cupa Icare este cea mai veche manifestare mondială de zbor liber și rămâne una dintre cele mai importante. Ea are loc în fiecare an, în luna septembrie, timp de patru zile, la Saint-Hilaire-du-Touvet, comună delegată a localității Plateau-des-Petites-Roches, aterizarea efectuându-se la Lumbin, în valea Grésivaudan⁠(d), la nord de Grenoble. În 2018, manifestarea a atras 90.000 de spectatori.

### Agricultură

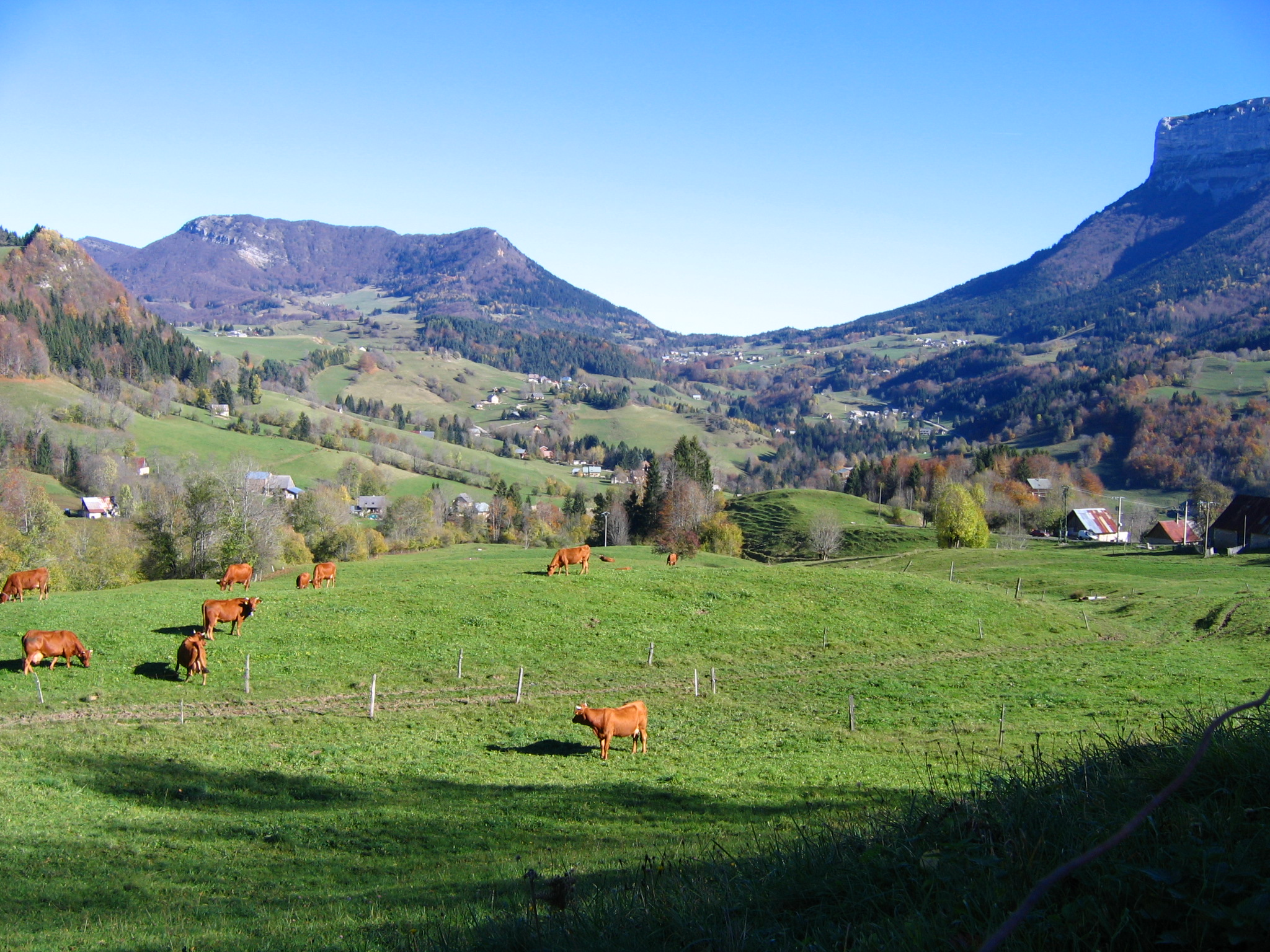
Vedere asupra pajiștilor din valea Entremonts.

Silvicultura și prelucrarea lemnului, creșterea animalelor, producția de lapte și viticultura constituie activități economice de prim plan în masiv. Aproximativ 400 de exploatații agricole sunt prezente, generând 800 de locuri de muncă directe în sector, la care se adaugă 400 de locuri de muncă în filiera lemnului.
Aceste exploatații dețin 21.000 de hectare de suprafață agricolă, dintre care 8.000 de hectare de pășuni alpine, în principal pe Hauts de Chartreuse, și 85 % de pajiști naturale. Aproape 3.000 de vaci pentru carne și 3.700 de vaci de lapte, care produc 18 milioane de litri anual, sunt crescute, dintre care 800 doar pe pășunile alpine pe care le împart cu 3.500 de ovine. Abandonarea lor ar conduce la revenirea pădurii, însă supraexploatarea ar fragiliza vegetația joasă și ar degrada solurile. Denumirile de origine controlată (AOC) „vin de Savoie” din Abymes și Apremont sunt certificate încă din 1973. Producția atinge 44.000 hectolitri pentru 700 de hectare de viță-de-vie cultivate, aparținând celor 150 de exploatanți din cinci comune aflate în extremitatea nord-estică a masivului. De asemenea, se produc miere, ouă, păsări de curte, legume și flori.
Pădurea acoperă între 60 și 70 % din suprafața masivului. Pădurile domeniale — printre care se numără și pădurea Grande Chartreuse, cea mai întinsă din Alpi și din regiunea Rhône-Alpes — și cele comunale reprezintă, respectiv, 22 % și 23 % din suprafața împădurită, adică aproape dublul proporției pădurii publice la nivelul teritoriului metropolitan. O mare parte din acest lemn beneficiază de certificări de gestionare durabilă, iar în 2008 a fost inițiat un demers pentru obținerea certificării AOC. Datorită lucrărilor unui comitet interprofesional constituit la inițiativa autorităților parcului, denumirea de origine controlată „Bois de Chartreuse” (Lemnul de Chartreuse) a fost oficializată în 2017, fiind publicată apoi în Jurnalul Oficial la 23 octombrie 2018. Acest lemn este folosit atât în ebenisterie, cât și în construcții și pentru încălzire. Speciile utilizate pentru producerea Lemnului de Chartreuse sunt bradul argintiu (Abies alba) și molidul comun (Picea abies). El este produs și prelucrat pe teritoriul a 134 de comune din Isère și Savoie.

### Protecția mediului

Logo-ul parcului natural regional Chartreuse.

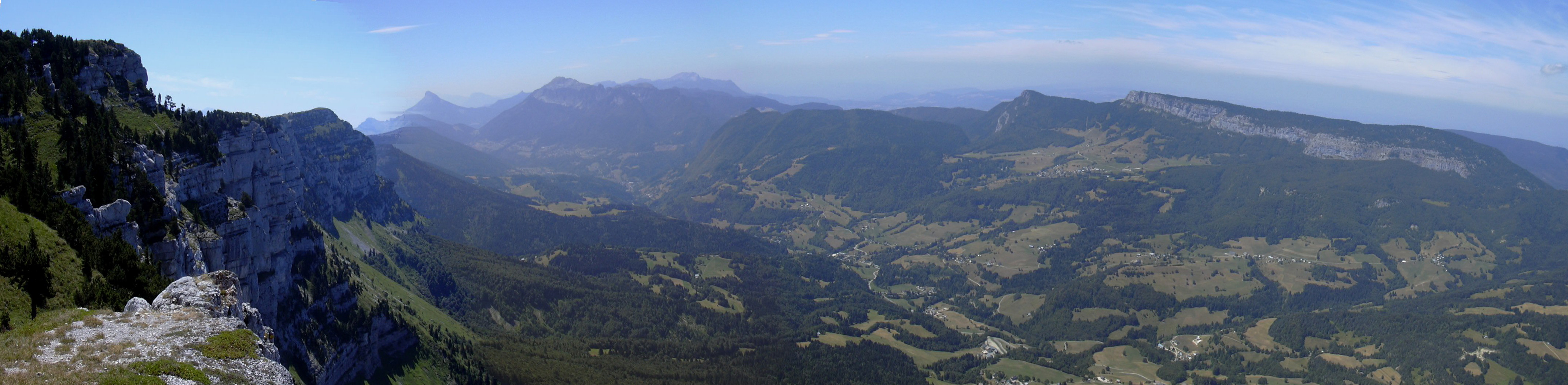
Vedere panoramică spre sud de la crucea de pe vârful Granier

Începând cu 6 mai 1995, parcul natural regional Chartreuse include întregul masiv și zonele naturale învecinate. Acesta acoperă 767 km² după revizuirea documentului său de orientare în 2008, cuprinzând 41 de comune din Isère și 19 din Savoie, având o populație totală de aproximativ 50.000 de locuitori. Misiunile sale sunt: protecția și gestionarea patrimoniului natural, cultural și peisagistic; amenajarea teritoriului; dezvoltarea economică și socială; primirea vizitatorilor, educația și informarea; experimentarea.
Rezervația naturală națională Hauts de Chartreuse a fost creată la 1 octombrie 1997. Ea reunește șapte comune din Isère și patru din Savoie, pe o suprafață de 4.432 de hectare și douăzeci de kilometri lungime. Administrarea acesteia este asigurată de parcul natural regional din 2001. Din 2002, este recunoscută ca zonă Natura 2000, destinată conservării biodiversității, iar din 2013 ca sit de interes comunitar (SIC). Tot astfel, zona Natura 2000 a versanților nordici ai masivului Charmant Som și a cheilor Guiers Mort se întinde pe 2.329 de hectare ale versantului nordic al muntelui, până la trecătoarea Grande Vache în vest; ea este gestionată de parcul natural regional din 2009 și este recunoscută ca SIC. Zona Natura 2000 a regiunii Avant-Pays savoyard este formată din șaisprezece sectoare, cu o suprafață totală de 3.125 hectare, incluzând malul drept al cheilor Guiers Vif; aceasta este administrată de sindicatul mixt al regiunii Avant-Pays savoyard și este clasificată ca zonă de protecție specială (ZPS).
Trecătoarea Coq, până la vârful Pravouta (1.760 m) în nord, este declarată spațiu natural sensibil (ENS) pentru protejarea florei alpine și a faunei sălbatice.
Masivul cuprinde, de asemenea, aproximativ patruzeci de zone naturale de interes ecologic, faunistic și floristic (ZNIEFF) de tip I.

## În cultură
Stendhal a supranumit masivul Chartreuse „smaraldul Alpilor”.
La Petite Chartreuse este un roman de Pierre Péju, scris în 2002 și câștigător al Prix du Livre Inter în 2003. O adaptare cinematografică a fost realizată în 2005 de Jean-Pierre Denis⁠(d), cu Olivier Gourmet⁠(d) și Marie-Josée Croze⁠(d) în rolurile principale.
Le Grand silence (în germană Die große Stille) este un film documentar franco-elvețiano-german, realizat de Philip Gröning⁠(d), despre călugării de la Grande Chartreuse, lansat în 2005.